# Lachès
Pour le général athénien, voir Lachès (général).
Le Lachès (en grec ancien Λάχης) est un dialogue de Platon sur le courage. Les dialogues de jeunesse de Platon, qu'on appelle dialogues socratiques, tant ils sont imprégnés de la pensée de son maître, sont des dialogues qui cherchent à définir certaines vertus morales (Charmide, Euthyphron et Ménon). Athénée reproche à Platon d’attaquer la réputation de Mélésias, qui s'opposa aux vues politiques de Périclès, et Lysimaque, fils d'Aristide : il dit qu'ils déshonoraient la vertu de leurs pères.
La discussion rapportée par Platon dans le Lachès voit Socrate aux prises avec le célèbre général athénien Lachès. Lors de cette discussion, les protagonistes tentent de définir le courage. Lachès, pourtant bien placé pour savoir ce que désigne ce mot, propose plusieurs définitions successives qui, toutes, sont réfutées par les questions de Socrate et les distinctions conceptuelles qu'elles entraînent. Le dialogue s'achève sur un échec : les interlocuteurs se quittent sans avoir réussi à apporter une définition satisfaisante.

## Personnages
- Socrate ;
- Lysimaque d'Aixonè : Lysimaque est connu parce qu'il est le fils de l’homme d’État Aristide le Juste. Il a baptisé son propre fils du nom d’Aristide, dans l’espoir que le jeune homme connaisse un aussi glorieux destin que son grand-père. Se présentant dans le dialogue comme un vieil ami du défunt Sophronisque, le père de Socrate, il prie ce dernier de bien vouloir l’aider à perfectionner l’éducation de son fils
- Nicias : Nicias est un général athénien dépeint dans le dialogue comme un interlocuteur sage, cultivé et modéré. Il a œuvré pendant la guerre du Péloponnèse et devient, après la mort de Périclès, la personnalité la plus en vogue à Athènes. Il s’oppose sans succès au projet de l'expédition de Sicile, qui tourne au fiasco et détruit sa réputation
- Lachès : Lachès, fils de Mélanopos, est un autre général athénien, un peu moins illustre que Nicias, doté par la plume de Platon d’un tempérament plus sanguin et néanmoins très sympathique. Il a notamment commandé, en 427 av. J.-C., l’expédition que les Athéniens ont envoyé au secours des Léontins. En 424 av. J.-C., il participe à la bataille de Délion et doit battre en retraite aux côtés de Socrate, dont il loue la grande vaillance. Il est l’instigateur de la trêve d’un an en 423, puis meurt à Mantinée en 418 av. J.-C.
- Mélèsias : Mélèsias ne joue qu’un rôle marginal dans le dialogue, et sert surtout de pendant à son ami Lysimaque. Lui aussi est le fils obscur de l’orateur Thucydide, et lui aussi a baptisé son fils du nom de son grand-père.

Il est question d'un devin, Euthyphron, contemporain de Socrate, qui n’est que mentionné ; son nom est éponyme d'un dialogue platonicien ; il est question de lui dans le Cratyle également.

## Sujet du dialogue
Le dialogue appartient à la série dite des « Premiers Dialogues ou Dialogues de jeunesse ». Le dialogue, dont l’authenticité ne fait aucun doute, est censé se dérouler pendant la guerre du Péloponnèse, sans doute peu après la bataille de Délion en 424 av. J.-C. Aristote, au Livre III de son Éthique à Nicomaque, affirme que Socrate considère le courage comme une science.
Le Lachès traite de la nature du courage et, à l’exemple du Lysis et du Charmide, n’offre en apparence aucune conclusion satisfaisante au lecteur. Le courage est l’une des cinq vertus platoniciennes[réf. nécessaire].
Le sujet de ce dialogue est débattu[Par qui ?], étant donné que la question du courage n’intervient que vers la moitié de l’ouvrage. C’est à partir de 190 d que le courage devient l’objet principal du dialogue. Un thème qui est traité du début à la fin, c’est l’opposition ou la conciliation entre les actions (« erga », en grec ancien : ἔργα) et le courage et l’intention que l’on y met, et la parole (« logos », en grec ancien : λόγος) relativement à ce que l’on prétend savoir des qualités de ses propres actes.
Lysimaque et Mélèsias viennent d’assister, au gymnase, à une séance d’entraînement donné par un maître d’armes, en compagnie de Nicias et de Lachès, deux généraux très réputés. Socrate prend l’exemple du courage des professionnels, parce qu’un métier demande l’expérience (des circonstances qui lui sont particulières) pour base. Soucieux d’assurer une excellente formation à leurs enfants, afin que leur gloire puisse un jour rayonner autant que celle de leurs illustres grands-pères Aristide le Juste et Thucydide, les deux amis demandent aux généraux leur avis sur l’utilité d’un tel entraînement pour la jeunesse. Socrate, présent sur les lieux, s’intéresse à la conversation et encourage les deux militaires à répondre. Il engage un débat sur le courage et son utilité. Pour une définition du courage, Socrate va premièrement s'inspirer du courage qui vient de l'expérience du combat en armes.
La philosophe Louise Rodrigue, en rassemblant tous les éléments non réfutés du dialogue, propose cette définition du courage : « vertu consistant dans l’affrontement d’un ennemi – au sens large du terme – qui est propre à l’agent et qui le menace réellement, action qu’il exécute avec fermeté, c’est-à-dire en tenant ferme jusqu’à l’issue du combat, laquelle fermeté ne repose pas sur un savoir technique, mais sur la confiance issue de la connaissance de sa bonne action, fermeté qui lui permet par ailleurs de faire face au sentiment inspiré par la connaissance du danger, la crainte, laquelle contribue néanmoins à la vertu en conférant à l’agent sa combativité. »

## Analyse du dialogue

### La question du bien dans l’entraînement de la jeunesse aux armes

#### La réponse positive de Nicias
L’utilité de l’entraînement aux armes pour les jeunes garçons ne fait, selon Nicias, aucun doute, et pour de nombreuses raisons. Il est toujours préférable de s’adonner à ce genre d’exercice plutôt qu’aux autres occupations stériles tant prisées par les adolescents. Outre que ce loisir convient parfaitement à un homme libre, il donne à celui qui le pratique le goût d’autres sciences connexes, comme la tactique. Enfin, il va de soi que les jeunes gens éduqués de la sorte montreront plus tard une bien plus grande vaillance au combat.

#### La réponse négative de Lachès
Lachès, lorsque vient son tour d’exprimer un avis, se montre beaucoup plus réservé que Nicias. Certes, il est toujours plus souhaitable de connaître une science que de l’ignorer, mais en l’occurrence, il faut se demander s'il est question d’une véritable science. Si tous ces maîtres d’armes avaient une telle utilité, alors les Spartiates, en grands connaisseurs de la guerre, se seraient intéressés à eux depuis longtemps. Or il n’en est rien. Lachès rapporte ensuite une histoire burlesque où l’un de ces maîtres d’armes s’est retrouvé au cœur d’une bataille réelle et s’est ridiculisé par sa lâcheté.

### Socrate réoriente le débat sur la notion de courage
Déroutés par les conclusions contradictoires de ces deux personnes pourtant expertes en la matière, Mélèsias et Lysimaque font appel à l’arbitrage de Socrate, qui fait valoir qu’étant donné son manque de connaissances à ce sujet, son jugement ne saurait faire emporter l’une ou l’autre des deux thèses. Il ne s’agit pas ici de décider à la majorité des suffrages, mais de trouver un maître compétent qui puisse tous les éclairer. Personne ne pouvant être évoqué, Socrate propose une autre méthode : le souci de Mélèsias et Lysimaque est de bien éduquer leurs fils. Or, se demandant si l’objet de l’éducation n’est pas d’inculquer l’excellence, Socrate réoriente le débat en mettant en avant la véritable finalité de toute éducation : l’âme. Pour déterminer si l’entraînement aux armes peut être utile ou pas à leur éducation, il convient donc avant tout de définir ce qu’est l’excellence, ou plus particulièrement la partie de la vertu à laquelle se rapporte l’apprentissage des armes, à savoir le courage. Insistant encore une fois sur leur expérience en la matière, Socrate demande aux deux généraux de lui donner, chacun à leur tour, leur définition du courage.

### Définitions du courage

#### C’est la disposition à repousser les ennemis tout en gardant son rang, et sans prendre la fuite
Pour Lachès, homme d’action, la réponse semble aller de soi : Le courage, « c’est quand un homme est déterminé à faire tête à l’ennemi en gardant son rang, sans prendre la fuite ». Avec diplomatie, Socrate montre au général en quoi cette définition est beaucoup trop étroite. Rien que dans le domaine militaire, les cavaliers scythes sont par exemple réputés pour combattre l’ennemi en fuyant, puis en menant des contre-offensives. Selon le texte, Homère dit en quelques endroits pour louer les chevaux d’Énée, « qu'ils savaient se porter de tous les côtés, habiles à poursuivre et à fuir ». Ils n’en sont pas moins courageux pour autant. Mais surtout, la définition donnée par Lachès ignore les nombreuses autres occasions, hors du champ de bataille, où un homme peut montrer du courage : contre la maladie, contre la pauvreté, contre les périls de la politique, ou même contre les plaisirs et les passions.

#### C’est une sorte de fermeté d’âme
Ayant compris où Socrate voulait en venir, Lachès s’essaie à une nouvelle définition, de portée plus générale : « c’est une sorte de fermeté [ou constance] d’âme » (karteria, en grec ancien : καρτερία). Socrate se demande si l’on peut dire que c’est une très belle chose, ce que confirme Lachès : « C’est même une des plus belles choses qui soient ». Or la fermeté d’âme peut naître tout aussi bien de l’intelligence que de l’ignorance ou la folie, et dans ce dernier cas c’est une chose fort laide. Socrate reprend ici une argumentation également présente dans le Protagoras : le courage, quand il prend son fondement dans la folie, n’est plus du courage mais de la témérité. Un homme, pour être courageux, doit donc aussi faire preuve d’une certaine sagesse, ce qui prouve que le courage a bien des similitudes avec les autres parties de l’excellence. Le courage, puisqu’il est beau, ne peut s’entendre que dans les cas où la fermeté d’âme est intelligente. D’un autre côté, on ne peut nier qu’un homme s’attelant à une tâche dont il ignore tout est plus courageux que celui qui y excelle déjà, comme lors d’un combat équestre où l’un des cavaliers est expérimenté et où l’autre monte pour la première fois sur un cheval. Finalement, Socrate se demande si le courage prend sa source dans l’intelligence ou dans l’ignorance. Cette définition est trop inclusive et mène à des conclusions contradictoires.

#### C’est la science des choses qu’il faut craindre et des choses qu’il faut oser
Socrate, fait alors appel à Nicias, qui jusque-là ne s’était pas impliqué dans la conversation. Cela lui a donné le temps de préparer une réponse, qu’il dit tenir de Socrate lui-même lors d’une précédente conversation : le courage est « la science (épistémè) des choses qu’il faut craindre et des choses qu’il faut oser ». C’est cette science qui distingue les hommes courageux des hommes téméraires, des enfants et des animaux, qui tous ne méprisent le danger que par ignorance. Lachès a du mal à cacher son mépris pour une réponse identifiant le courage à une science, ce qu’il juge absurde. Et de s’insurger, se demandant si on peut dire des médecins, des agriculteurs ou des artisans, qui tous connaissent les risques de leurs métiers, que ce sont des gens courageux, et s'il faut également y inclure les devins, qui voient à l’avance les mauvais présages.
Réponse selon Nicias
Selon Nicias, les médecins n’ont pas entièrement cette science des choses à craindre ou à oser, car ils se refusent par exemple à décider si la mort ne vaut parfois pas mieux pour certains patients, plutôt que leur rétablissement. Quant aux devins, ils se contentent de révéler ce qui arrivera, sans savoir s’il est préférable de le souffrir ou non.

### Conclusion de Socrate
Socrate oppose une objection : Nicias a défini le courage comme la science des choses à craindre. Or on ne peut que craindre des choses appartenant à l’avenir, et non pas au passé ou au présent. La science, au contraire, est une notion absolue se rapportant aux choses de tous les temps. Il en résulte que le courage, si c’est une science, est la science de tous les biens et de tous les maux, ce qui n’est autre chose que la définition de la vertu en général et non pas du courage en particulier. Dans ce cas, la définition serait trop inclusive. Socrate en tire la conclusion que sa méthode a échoué, et revient à sa proposition initiale de trouver un maître compétent pour leur enseigner la véritable nature du courage.

## Portée philosophique
Les commentateurs du Lachès n’ont cessé de se demander pourquoi Platon n’a pas confirmé la définition donnée par Nicias, a priori conforme à la doctrine socratique : chacun étant bon dans les choses qu’il sait et mauvais dans les choses qu’il ne sait pas, le courage ne peut aller sans la science de ce qui est à craindre. Cette idée est reprise par Xénophon dans les Mémorables et par Platon lui-même dans le Protagoras ainsi que dans le livre IV de La République. Cette interrogation est d’autant plus pertinente que les arguments utilisés par Socrate pour réfuter la théorie de Nicias sont trop peu satisfaisants[Pour qui ?]. Selon Alain Lempereur, « c'est parce que nous voulions savoir comment éduquer les jeunes en arete que nous avons cherché à définir la vertu. Si nous nous sommes limités au courage, c'est que l'on supposait qu'il serait plus facile de trouver une partie de la vertu plutôt que la vertu tout entière. C'est une ironie frappante, qu'en cherchant une partie nous avons trouvé le tout. »  Malgré l'aporie du dialogue, le Lachès est remarquable d’un point de vue formel et littéraire, mêlant avec succès une intrigue attrayante, un style rafraîchissant et des protagonistes dotés de personnalités fouillées.

### Éditions
- (grc + fr) Platon (trad. Alfred Croiset), Œuvres complètes : Hippias Majeur, Charmide, Lachès, Lysis, t. II, Paris, Les Belles Lettres, coll. « des Universités de France », 1972, 159 p., p. 83 à 122.
- Luc Brisson (dir.) (trad. Louis-André Dorion), Lachès : Platon, Œuvres complètes, Éditions Flammarion, 2008 (1re éd. 2006), 2204 p. (ISBN 978-2-251-60328-5)
- Lachès commenté et traduit par Louis-André Dorion, GF-Flammarion no 652, 1998  (ISBN 2-08-070652-7).
- Lachès en grec et français (trad. Victor Cousin) 1822-1840 [lire en ligne]
- Premiers dialogues, GF-Flammarion no 129, 1993  (ISBN 2-08-070129-0).
- Platon : Œuvres complètes, Tome 1, Gallimard, Bibliothèque de la Pléiade, 1940  (ISBN 2-07-010450-8).

### Études
- Jacqueline de Romilly, « Réflexions sur le courage chez Thucydide et chez Platon », Revue des Études grecques, t. 93, nos 442-444,‎ juillet-décembre 1980, p. 307-323 (lire en ligne, consulté le 17 septembre 2020).
- Louise Rodrigue, « La définition du courage dans le Lachès et son illustration dans l'Apologie », Kentron, no 25,‎ 2009, p. 127-144 (lire en ligne [PDF])
- Louise Rodrigue, « Les sangliers et la laie de Krommyon : rapports du courage aristotélicien avec le Lachès », Laval théologique et philosophique, vol. 62, no 2,‎ juin 2006, p. 285-300 (lire en ligne, consulté le 17 septembre 2020).
- Alain, Platon, Champs-Flammarion, 2005  (ISBN 2-08-080134-1).
- François Châtelet, Platon, Folio-Gallimard, 1990  (ISBN 2-07-032506-7).
- Michel Foucault, Le courage de la vérité, Gallimard, Seuil, 2009
- Jean-François Pradeau :
  - Les Mythes de Platon, GF-Flammarion, 2004  (ISBN 2-08-071185-7) ;
  - Le Vocabulaire de Platon, Ellipses Marketing, 1998  (ISBN 2-7298-5809-1).